# Begonia maculata
Pour les articles homonymes, voir Tamaya.
Espèce
Begonia maculata est une espèce de plantes de la famille des Begoniaceae. Ce bégonia originaire du Brésil, plus particulièrement de la forêt atlantique, est cultivé et commercialisé sous le nom de bégonia tamaya, tamaya ou bégonia bambou. La plante est vivace jusqu'à 10 °C et peut atteindre 1,50 m. Elle préfère une exposition ombre ou mi-ombre et fleurit de mars à octobre. Sa multiplication se fait principalement par bouturage de tiges avec un nœud.

## Description

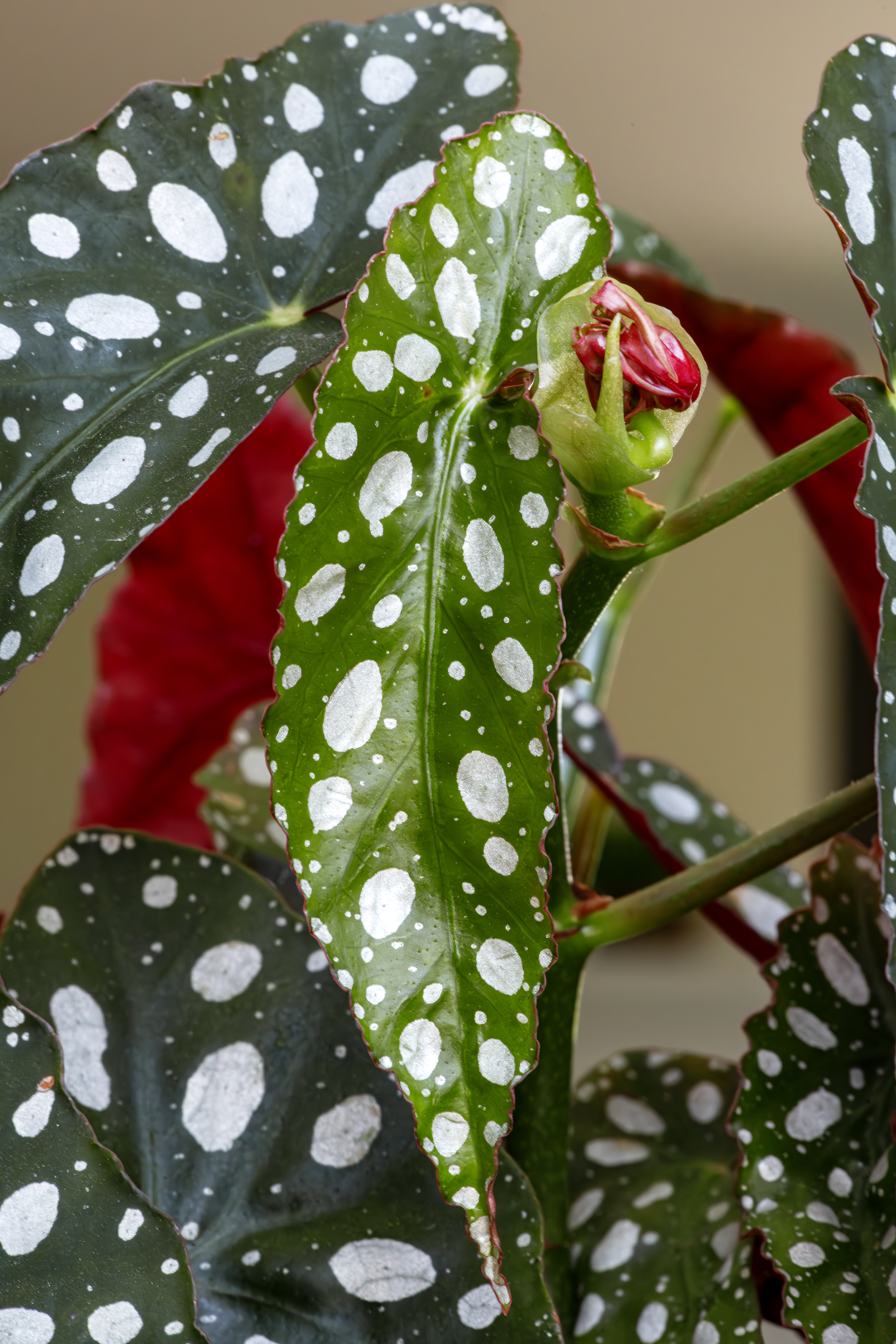
Jeunes feuilles
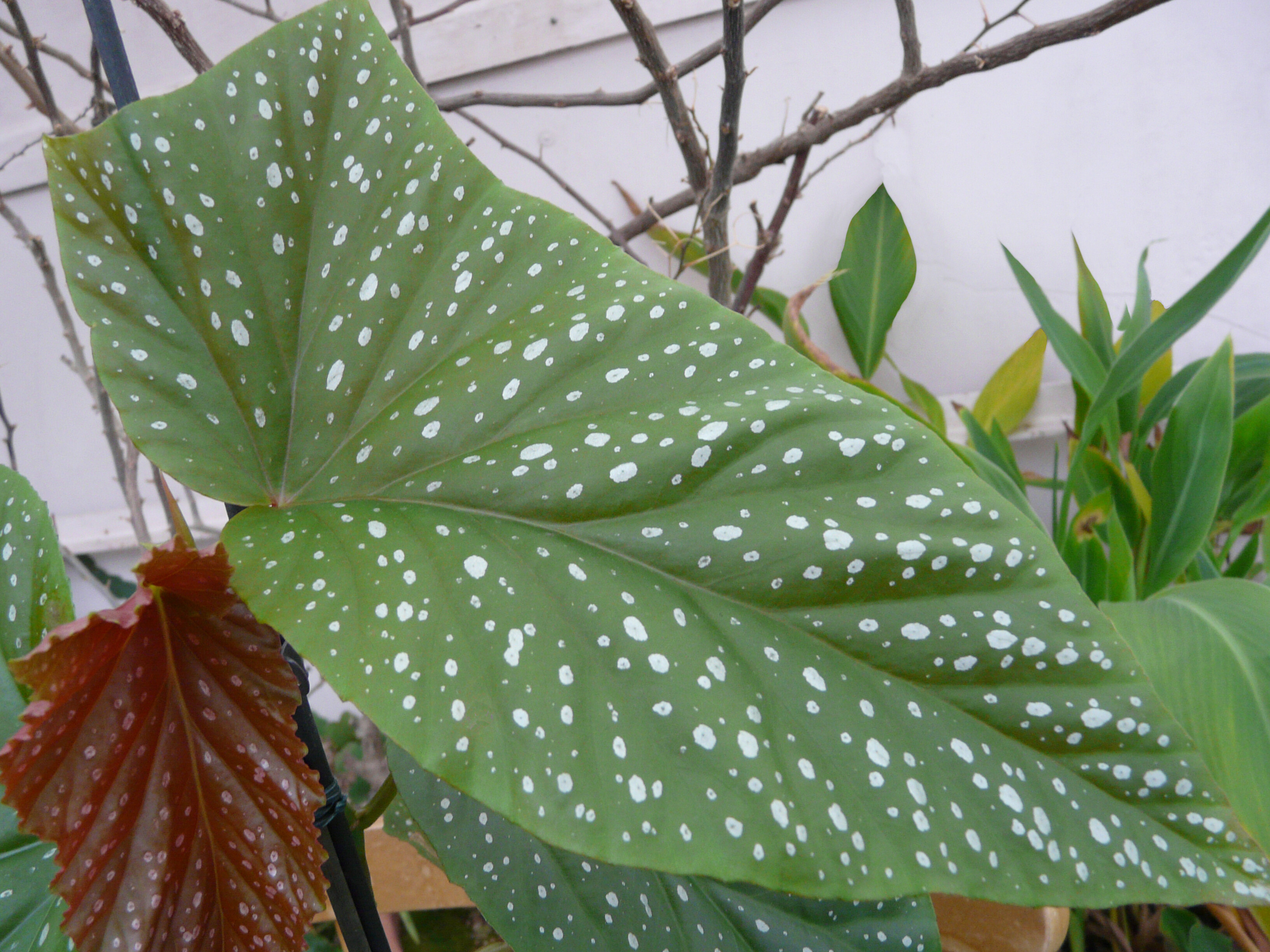
feuille mature
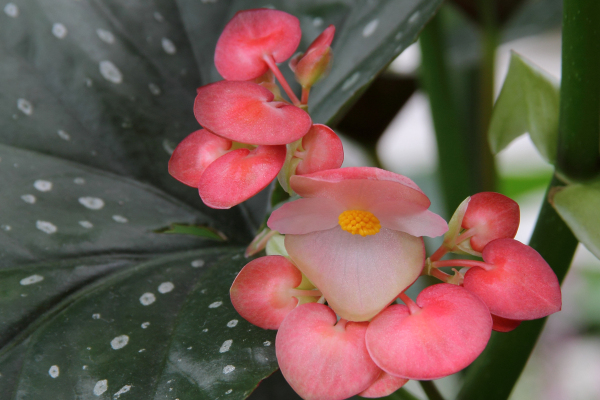
Fleurs mâles
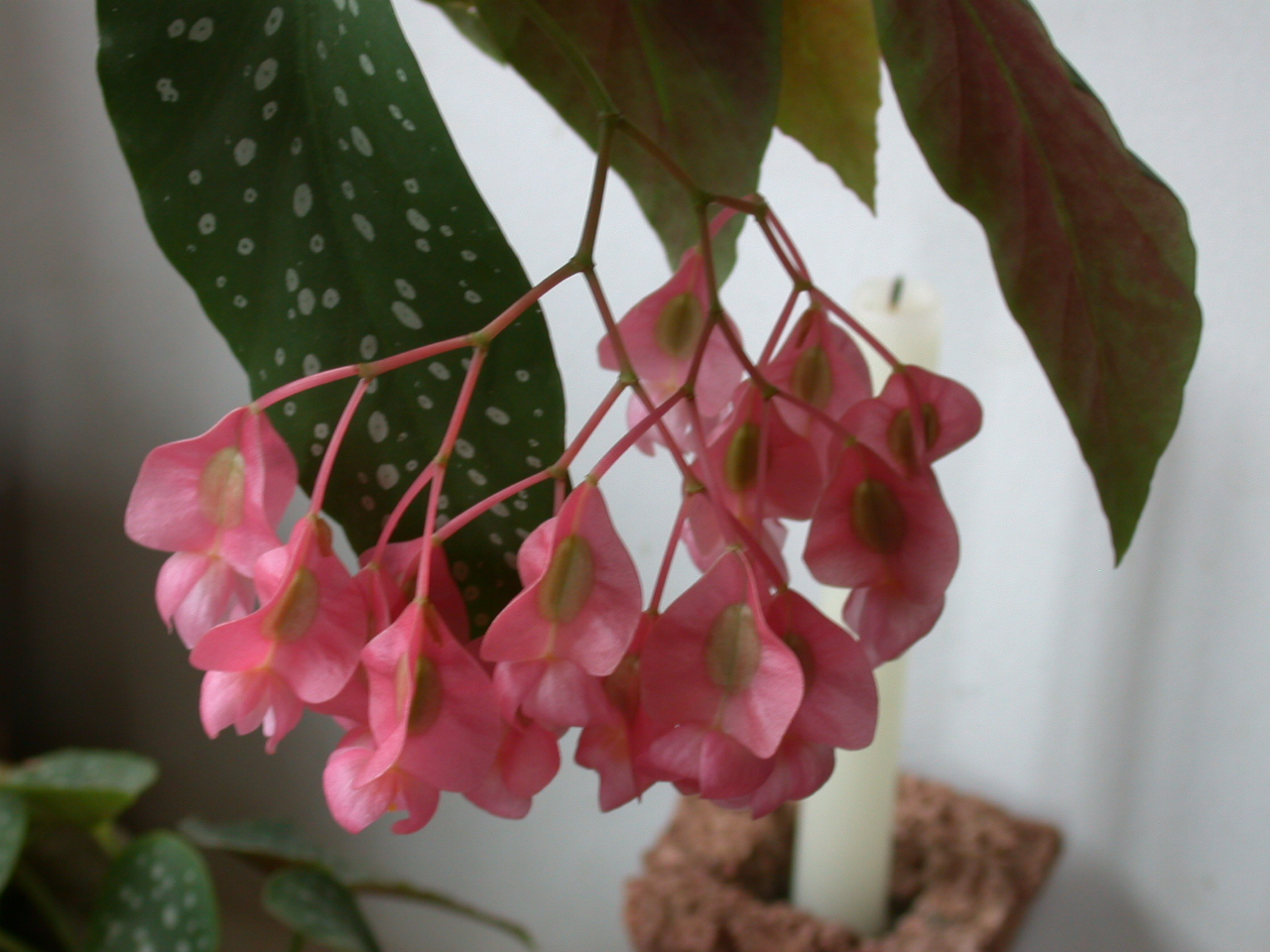
Fleurs femelles
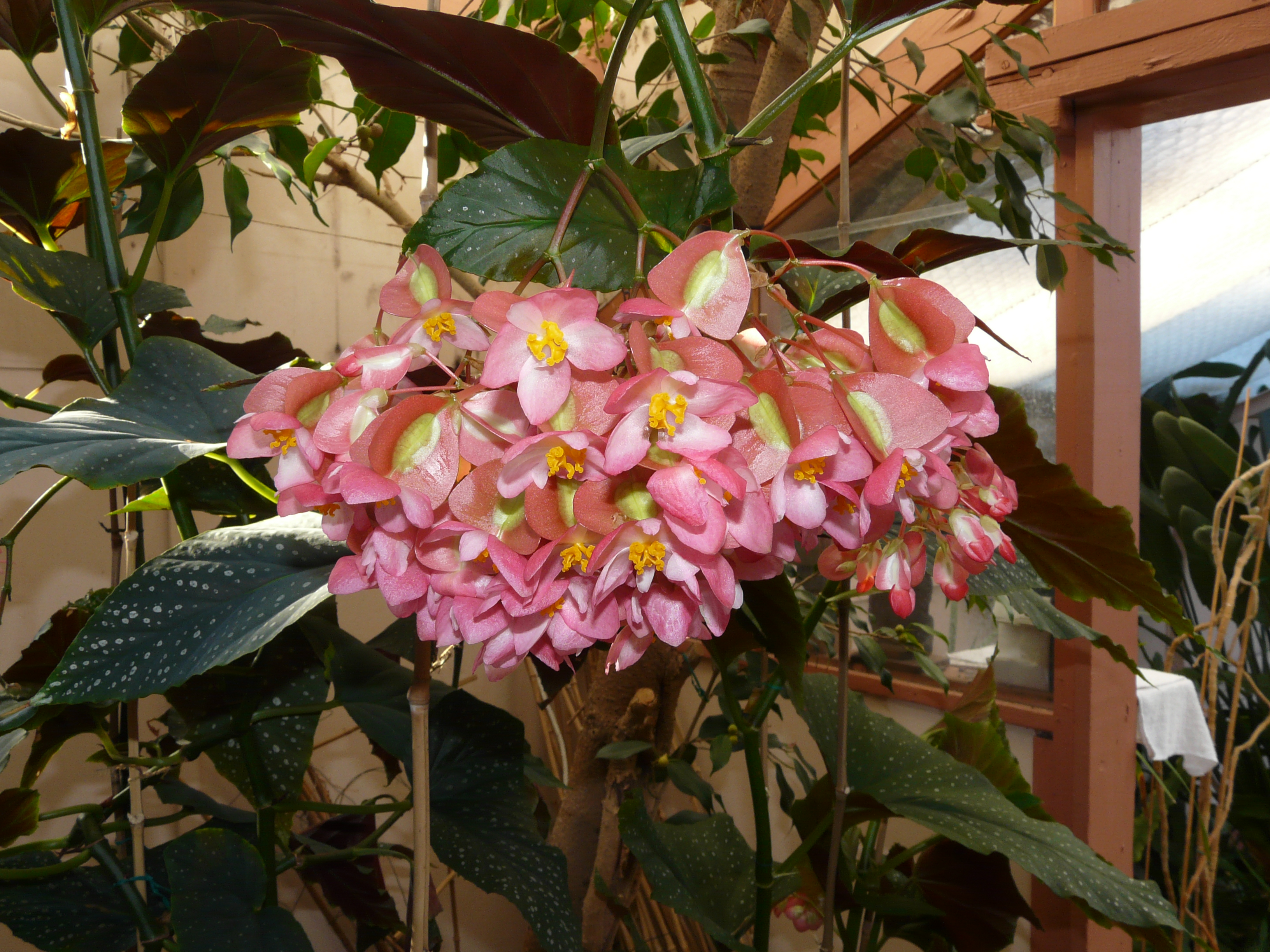
Trousse de fleurs femelles
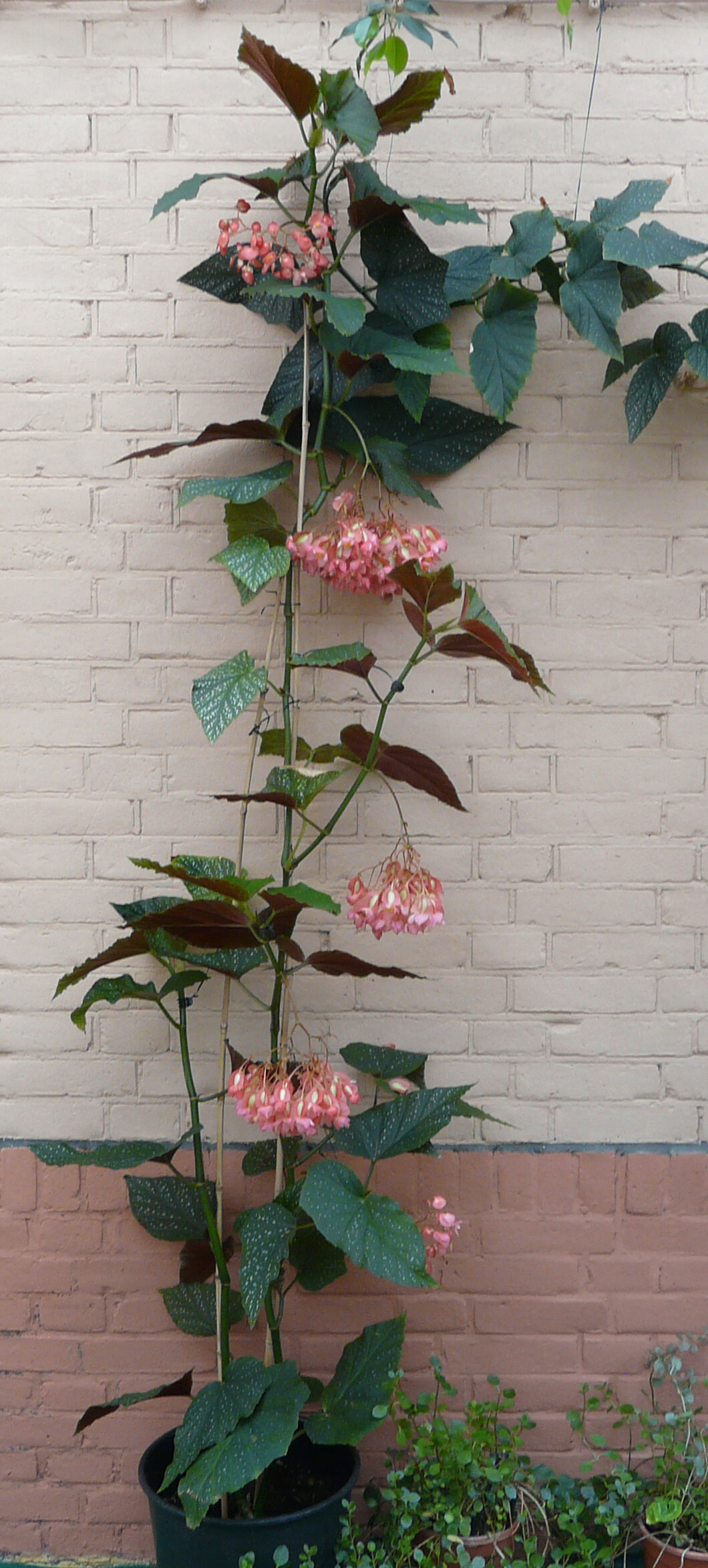
fleurs mâles en haut et en bas; fleurs femelles entre les deux
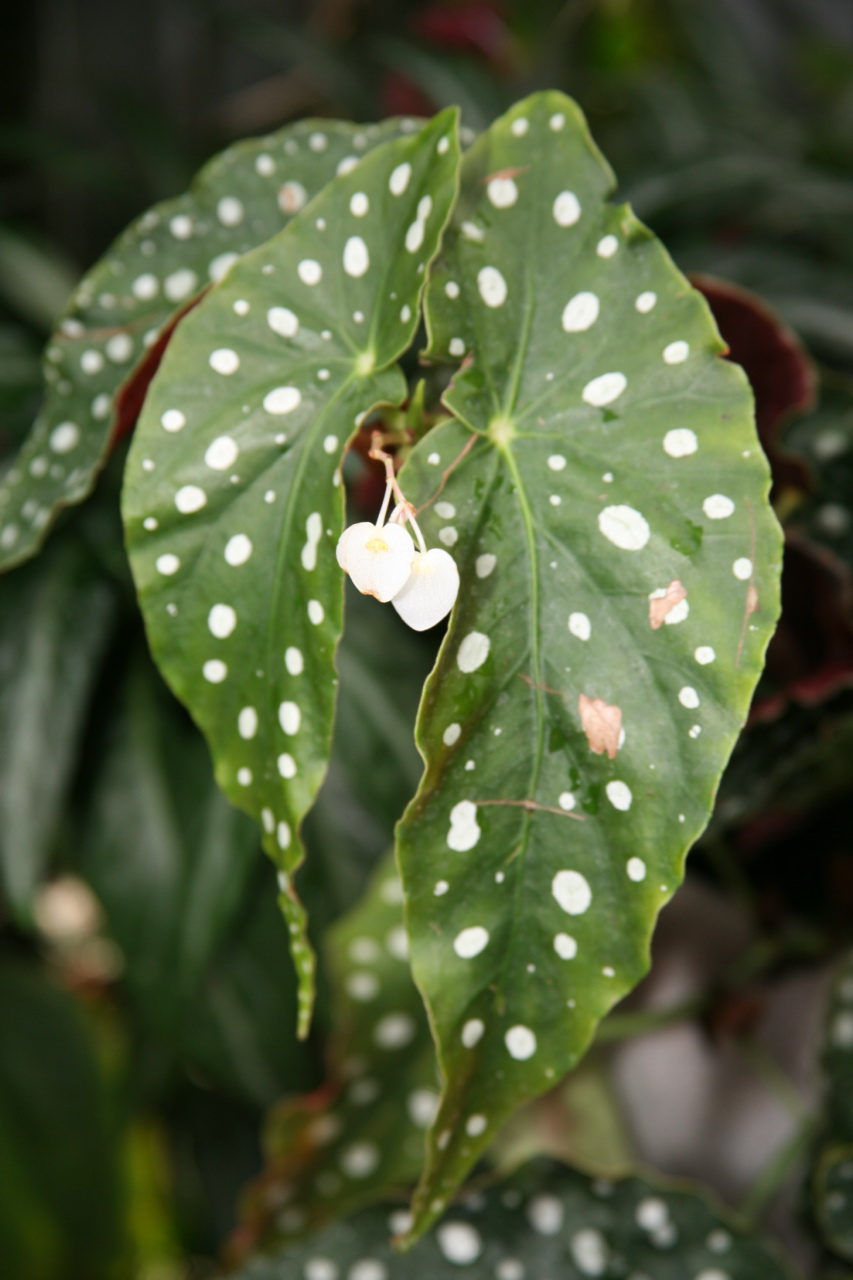
Feuilles
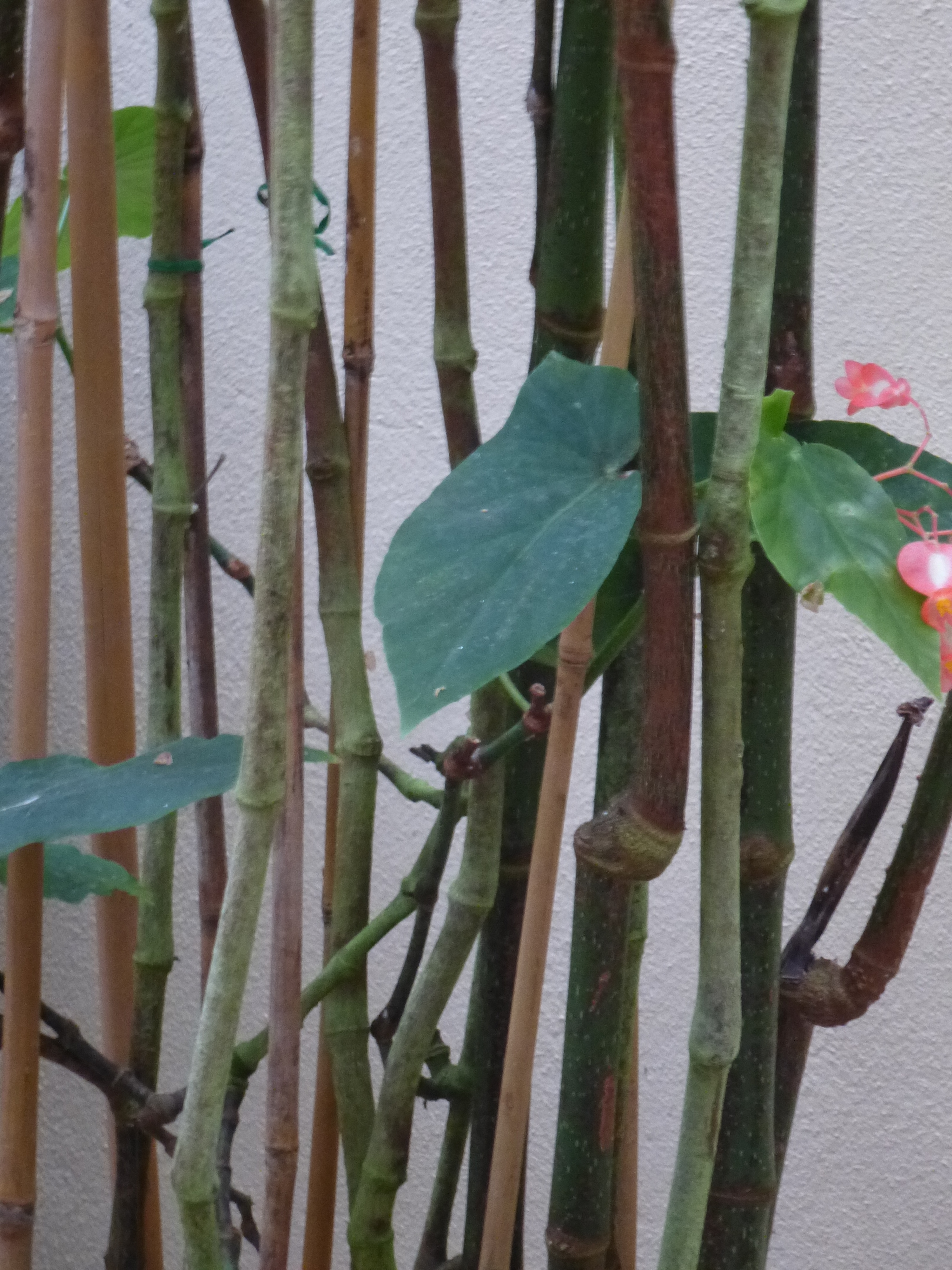
Tiges
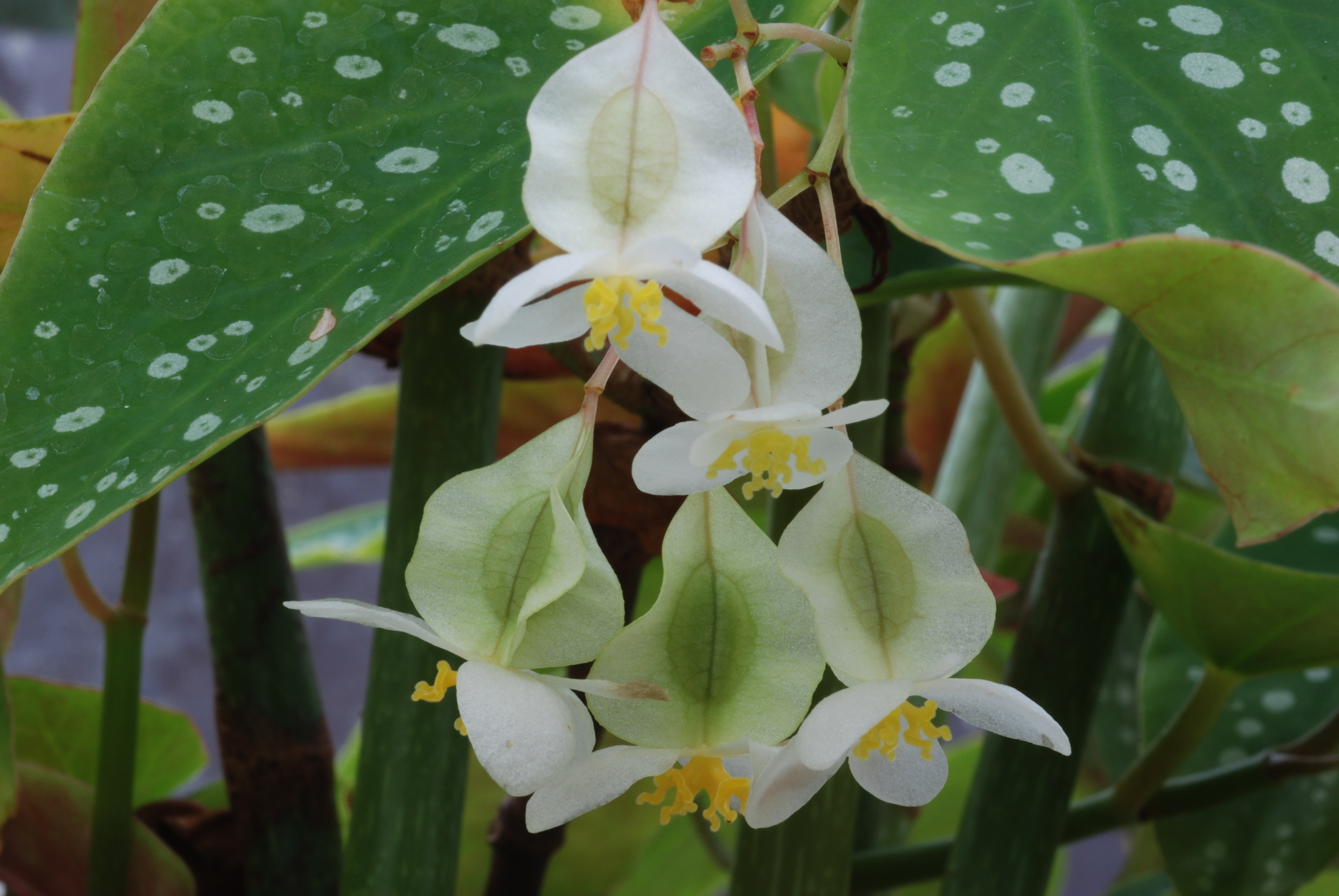
Variété blanche
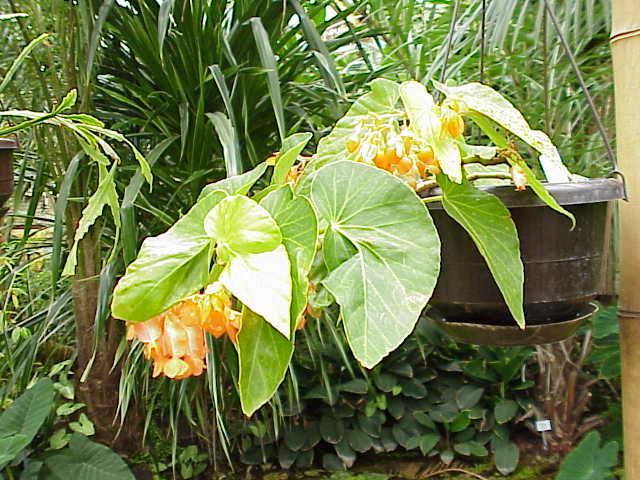
Variété orange

## Classification et systématique
Cette espèce fait partie de la section Gaerdtia ; elle a été décrite en 1820 par le botaniste italien Giuseppe Raddi (1770-1829). L'épithète spécifique, maculata, signifie « tachetée ».
En classification phylogénétique APG III (2009), elle est classée dans le genre Begonia, famille des Begoniaceae, ordre des Cucurbitales (dans la classification classique de Cronquist (1981) les Begoniaceae faisaient partie de l'ordre des Violales). 

### Liste des synonymes
Synonymes :
- Begonia aculeata Walp.[3]
- Begonia argyrostigma Fisch. ex Link & Otto[3]
- Begonia corallina Carrière[3]
- Begonia dichroa Sprague[3]
- Begonia maculata f. argentea (Klotzsch) Voss[3]
- Begonia maculata var. argentea (Klotzsch) A.DC.[3]
- Begonia maculata var. elegantissima Fotsch[3]
- Begonia maculata var. wightii Fotsch[3]
- Begonia punctata Steud.[3]
- Gaerdtia argentea Klotzsch[3]
- Gaerdtia maculata (Raddi) Klotzsch[4]

### Liste des variétés
Selon Tropicos (16 octobre 2016) (Attention liste brute contenant possiblement des synonymes) :
- variété Begonia maculata var. albo-picta hort. ex Fotsch
- variété Begonia maculata var. argentea A. DC.
- variété Begonia maculata var. elegantissima hort. ex Fotsch
- variété Begonia maculata var. maculata
- variété Begonia maculata var. wightii hort. ex Fotsch